# Gasconade River
Der Gasconade River ist ein US-amerikanischer Fluss. Der Fluss ist 450 km lang und der längste Fluss, der nur im Bundesstaat Missouri fließt.
Der Gasconade River beginnt in den Ozarks südöstlich von Hartville im Wright County und fließt im Allgemeinen in nordnordöstlicher Richtung durch die Countys Wright, Laclede, Pulaski, Phelps, Maries, Osage und Gasconade sowie durch Teile des Mark Twain National Forest. Er mündet nahe der Stadt Gasconade im Gasconade County in den Missouri River.

## Name
Der Name Gasconade leitet sich von „Gascon“ ab, einem Einwohner der französischen Region Gascogne.  Die Bewohner dieser Provinz waren bekannt für ihre Prahlerei. Es wurde von den frühen Franzosen auf die Indianer angewendet, die an seinen Ufern lebten und mit ihren Heldentaten prahlten. Der Name bedeutet prahlen oder prahlen, und so erhielt der Fluss seinen Namen. Das Wasser des Flusses ist ausgelassen und prahlerisch und der Name ist auch beschreibend.

## Verlauf
Die Quellgebiete der Gasconade befinden sich in der südöstlichen Ecke von Webster County nordöstlich von Seymour, Missouri, wo sie den östlichen Rand des Springfield-Plateaus entwässert. Der Fluss mündet bei der Stadt Gasconade  in den Missouri River.